# Parvicardium hauniense
Parvicardium hauniense is een tweekleppigensoort uit de familie van de Cardiidae. De wetenschappelijke naam van de soort is voor het eerst geldig gepubliceerd in 1971 door Petersen & Russell.